# USS Chicago (CA-29)
La USS Chicago (CA-29) fu un incrociatore pesante della classe Northampton, che ha combattuto per la United States Navy durante la seconda guerra mondiale. Nella storia della marineria statunitense, è stata la seconda nave ad onorare con il nome la città di Chicago nell'Illinois. La nave è stata affondata da un aerosilurante giapponese durante la Battaglia dell'isola di Rennell, nelle Isole Salomone, il 30 gennaio 1943.

## Costruzione
La Chicago fu varata il 10 aprile 1930 alla Mare Island Naval Shipyard da Miss. E. Britten. Entrò in servizio il 9 marzo 1931, comandata dal capitano Manley Hale Simons.

## Servizio

### Il periodo tra le guerre
Dopo una serie di test attraverso Honolulu, Tahiti e le Samoa Americane, la Chicago salpò da Mare Island il 27 luglio 1931 e fece rotta verso la East Coast, giungendo a Fort Pond Bay presso New York, il 16 agosto. Qui, divenne nave ammiraglia della squadra di incrociatori nota come Scouting Force, con cui operò sino al 1940.
Nel febbraio 1932, la Chicago, insieme ad altre navi della sua squadriglia, compì delle esercitazioni di fuoco preliminari al Fleet Problem XIII (i Fleet Problem erano una serie di esercitazioni su vasta scala precedenti alla seconda guerra mondiale, e la numero XIII simulò un attacco a Pearl Harbor in tutto e per tutto simile a quello dei Giapponesi, che sarebbe avvenuto nel 1941), al largo della costa della California. Da quel momento, la task force era di stanza sulla West Coast e, fino al 1934, operò nel Pacifico, dall'Alaska alla Zona del Canale di Panama e alle Hawaii. Nel 1934, l'esercitazione annuale della flotta si tenne nei Caraibi, e fu seguita nel mese di maggio dalla rivista ufficiale del Presidente Roosevelt presso il porto di New York. La Scouting Force operò sulla East Coast e nei Caraibi fino al mese di ottobre e poi fece ritorno alla base di San Pedro in California. Il Chicago fu una delle sei navi a ricevere la nuova (per l'epoca) apparecchiatura radar CXAM della RCA nel 1940 e continuò ad operare al largo di San Pedro fino al 29 settembre 1940, quando fece rotta per Pearl Harbor.
Nei successivi 14 mesi, l'incrociatore pesante operò presso il porto hawaiano, esercitandosi con varie squadre di navi per sviluppare tattiche e sperimentare le formazioni più efficienti, spostandosi fino all'Australia ed alla West Coast.

### La seconda guerra mondiale
Quando i Giapponesi attaccarono Pearl Harbor il 7 dicembre 1941, la Chicago era impegnata con la Task Force 12 (TF 12), che partì immediatamente per una ricerca di 5 giorni all'interno del triangolo formato da Oahu, dall'atollo Johnston e da Palmyra, cercando di intercettare le navi nemiche. Tornata a Pearl Harbor il 12 dicembre, la nave fu trasferita nella TF 11 per il periodo tra il 14 ed il 27 dicembre, per delle missioni di pattuglia e di ricognizione.
Il 2 febbraio 1942, la Chicago lasciò le Hawaii diretta alla Baia di Suva, dove si aggregò al nuovo ANZAC Squadron, poi rinominato Task Force 44. Nei mesi di marzo ed aprile, l'incrociatore fu impegnato al largo dell'arcipelago delle Louisiade, coprendo gli attacchi statunitensi a Lae e Salamaua, in Nuova Guinea. Posizionata in modo da bloccare le unità superficiali nemiche che cercavano di attaccare Port Moresby, la Chicago coprì inoltre gli sbarchi americani in Nuova Caledonia.
Il primo maggio, la nave fu spostata da Nouméa in supporto alle unità del Pacifico sudoccidentale, ed il giorno 4 dello stesso mese diede appoggio alla Yorktown nel suo scontro con i Giapponesi a Tulagi, nelle Isole Salomone, nel corso della battaglia del Mar dei Coralli. Il 7 maggio con la sua squadra, l'incrociatore intercettò ed attaccò il gruppo giapponese che intendeva invadere Port Moresby. Il giorno successivo, la nave subì molti attacchi aerei, e soffrì diverse perdite causate dai mitraglieri a bassa quota, ma riuscì ad abbattere gli aerei e procedere nella missione finché non fu chiaro che la battaglia era vinta.
La notte tra il 31 maggio ed il primo giugno, mentre si trovava a Sydney in Australia, la nave aprì il fuoco sui sommergibili tascabili nipponici che stavano assaltando il porto. Il capitano, Howard D. Bode, era a terra quando si scatenò la battaglia, ed era inizialmente scettico. Salito a bordo, accusò i suoi ufficiali di essere ubriachi in quanto la presenza dei sottomarini non era stata ancora confermata. Non poteva sapere che tre sommergibili tascabili avevano avuto il coraggio di cercare di forzare le difese del porto. Uno si trovò incagliato nelle reti di protezione predisposte presso il porto australiano, mentre gli altri due le aggirarono. Uno dei mezzi superstiti esplose su una carica di profondità, ma l'ultimo sottomarino lanciò due siluri contro la Chicago. Uno la mancò e distrusse una nave che la affiancava, l'altro non detonò e si infilò nel terreno di Garden Island. La missione principale dei mezzi tascabili era l'affondamento della Chicago, ma fallì.
Nei mesi di giugno e luglio 1942, l'incrociatore continuò a lavorare nel Pacifico sudoccidentale. Dal 7 al 9 agosto, coprì i primi sbarchi a Guadalcanal e su altri punti delle Isole Salomone, all'inizio della controffensiva statunitense contro i Giapponesi. Il 9 agosto, fu coinvolta nella battaglia dell'isola di Savo, durante la quale fu danneggiata in modo blando da un siluro nipponico proveniente da un incrociatore. Anche se non era in pericolo, la Chicago perse presto il contatto con il nemico e non fu più utile alla battaglia. La condotta del capitano Howard D. Bode durante lo scontro fu oggetto di una successiva indagine dell'ammiraglio Arthur Japy Hepburn. L'istruttoria non sarebbe dovuta trapelare ma Bode ne venne a conoscenza e tentò il suicidò il 19 aprile 1943 sparandosi un colpo di pistola, morendo il giorno successivo.

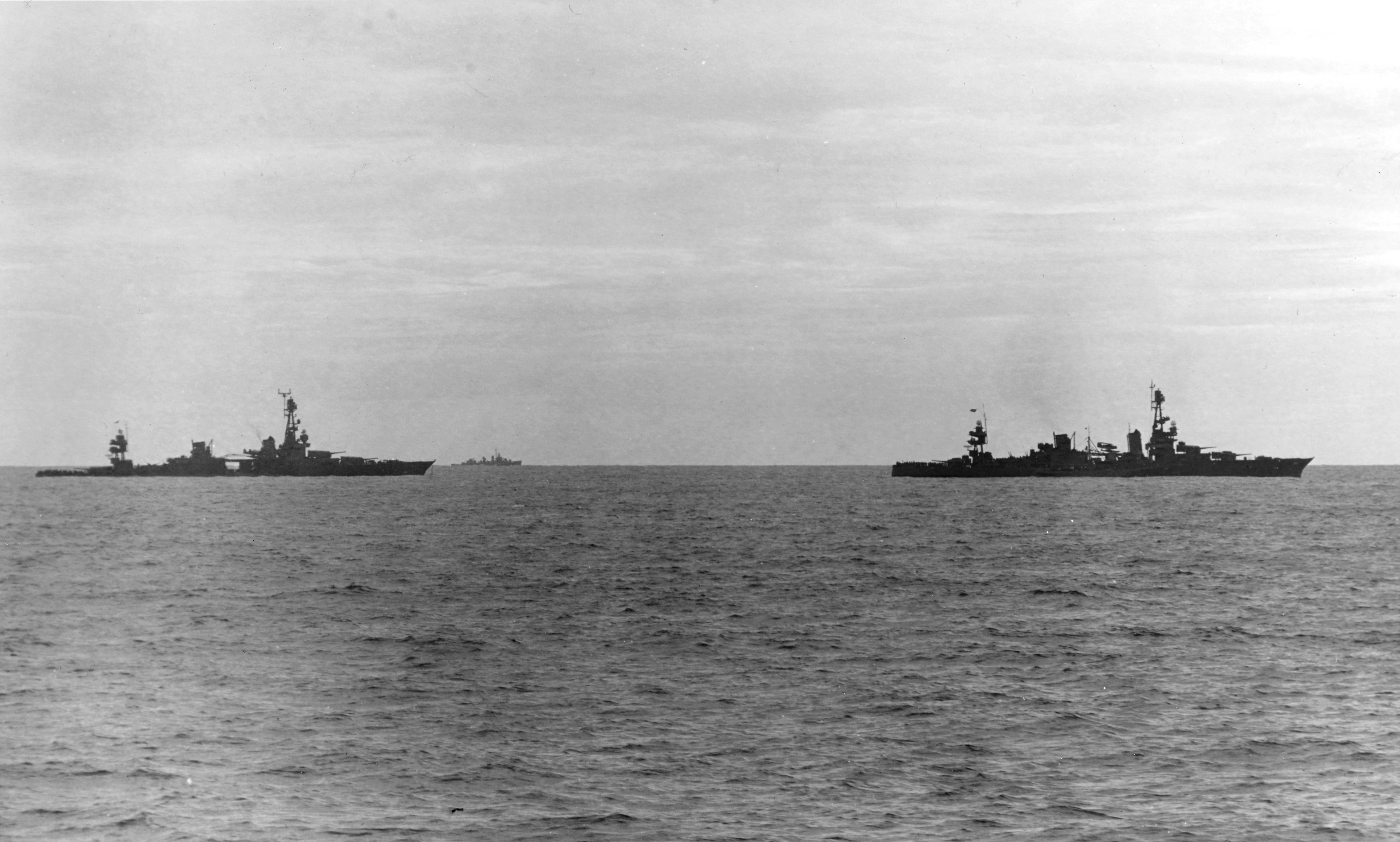
La Louisville scorta la Chicago in difficoltà durante la battaglia di Rennel Island

Dopo Savo Island, la Chicago fu riparata a Nouméa, a Sydney, ed a San Francisco, dove giunse il 13 ottobre.

### L'affondamento e la battaglia di Rennel Island

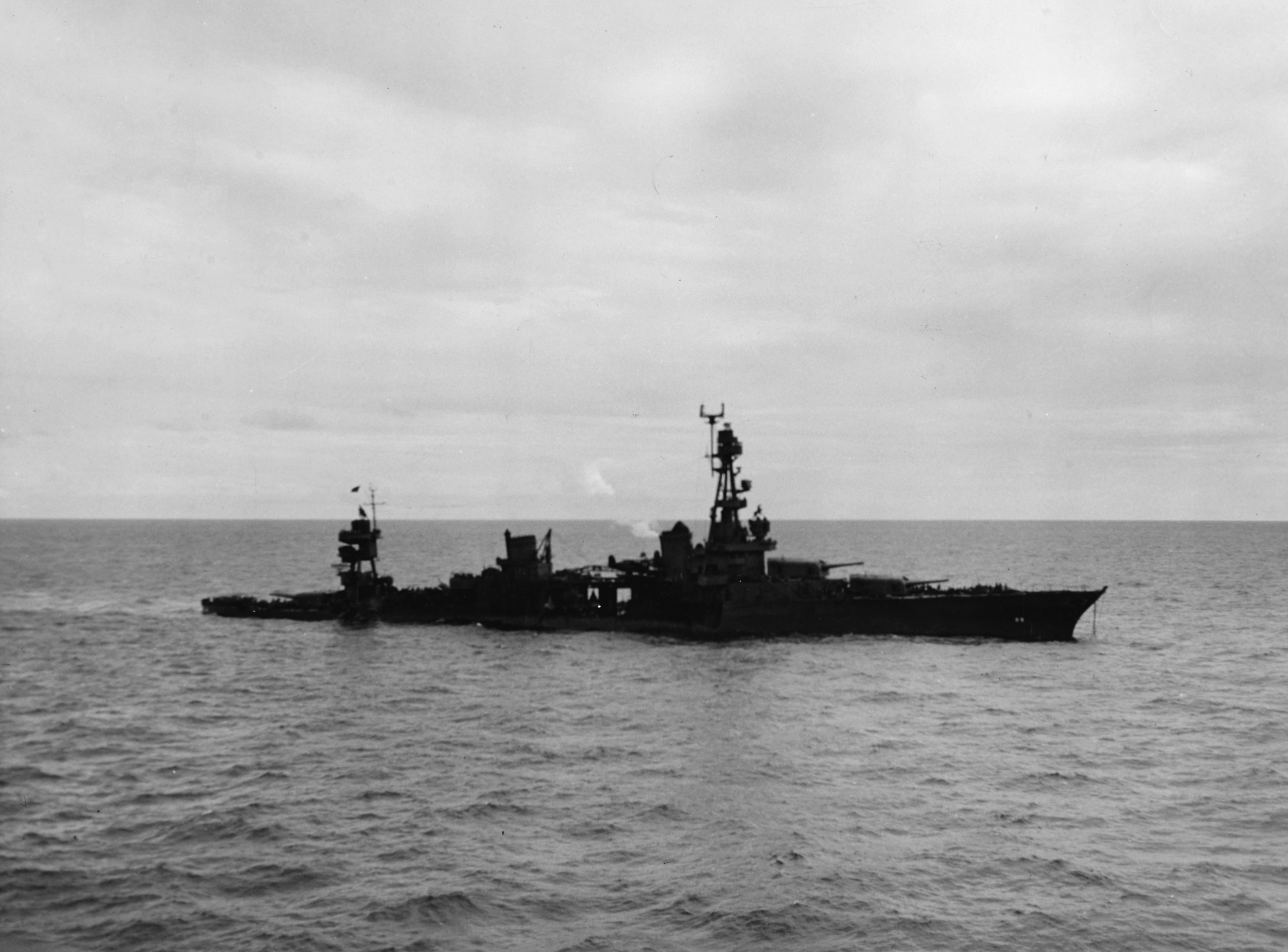
La USS Chicago mentre sta affondando il 30 gennaio durante la Battaglia dell'isola di Rennell

All'inizio di gennaio 1943, l'incrociatore lasciò San Francisco,ancora una volta diretto al fronte. Il giorno 27 partì da Nouméa per scortare un convoglio a Guadalcanal. La notte del 29 gennaio la nave si trovò coinvolta nell'aspra battaglia per il controllo dell'isola di Rennell, che durò anche il giorno successivo. La notte precedente il giorno 30, per l'appunto, due aerei giapponesi incendiati riuscirono, in un ultimo gesto di coraggio, a illuminare la sagoma dell'incrociatore americano esponendolo agli attacchi degli aerosiluranti. Colpita due volte, la nave perse potenza e nello scafo si aprirono falle. Ciononostante, un alacre lavoro a bordo riuscì a preservare il galleggiamento e la Louisville si occupò di scortare l'incrociatore in difficoltà fino al mattino successivo, quando fu agganciato dalla USS Navajo. Nel pomeriggio, tuttavia, mentre era al traino del rimorchiatore oceanico, la Chicago fu nuovamente colpita da 4 siluri aerei ed affondò alle coordinate 11°25′S 160°56′E. Del suo equipaggio, 1.049 membri furono tratti in salvo dalle navi Navajo, Waller, Edwards e Sands mentre 56 marinai e 6 ufficiali persero la vita..
La perdita della Chicago adirò non poco il comandante in capo delle forze statunitensi Chester Nimitz, che la reputava conseguenza di un errore strategico (la paura della minaccia sottomarina e la sottovalutazione degli attacchi aerei), e fu inizialmente tenuta nascosta all'opinione pubblica americana, mentre la propaganda giapponese vantava l'affondamento di tre unità da battaglia. Verso la metà di febbraio, tuttavia, la notizia fu resa pubblica.

## Riconoscimenti
La nave fu insignita di tre battle star per il suo servizio durante la guerra.